# Ханаева, Евгения Никандровна
Евге́ния Ника́ндровна Хана́ева (2 января 1921, Богородск, Московская область, РСФСР — 8 ноября 1987, Москва, СССР) — советская актриса театра и кино; народная артистка СССР (1987). Лауреат Государственной премии РСФСР им. Н. К. Крупской (1978).

## Биография
Евгения Ханаева родилась 2 января 1921 года в Богородске (ныне Ногинск Московской области). Отец — известный советский оперный певец Никандр Ханаев. 
В 1927—1938 годах училась в Московской средней школе № 175 Свердловского района, в 1938—1939 годах — в Московском юридическом институте. 
В 1939—1941 годах обучалась актёрскому мастерству в Театральном училище Щепкина, в 1941—1943 годах — в Московском городском театральном училище, в 1947 году окончила Школу-студию МХАТ. 
С 1947 года — актриса Московского Художественного театра (МХАТ). Ролей у актрисы было немного, но она сумела даже в их небольшом количестве создавать запоминающиеся образы. Ей удавались и драматические, и комедийные, и гротесковые персонажи.
В зрелом возрасте стала запоминающимся мастером киноролей второго плана и киноэпизода. Всесоюзную известность получила после фильма «Розыгрыш» (1976).
Во время раздела МХАТа в 1987 году приняла сторону Олега Ефремова и ушла вместе с ним, однако на сцену «ефремовского» МХАТа не вышла.
В середине 1980-х на своих «Жигулях» попала в ДТП, в результате которого получила травму позвоночника. Испытывала очень сильные боли, но при этом продолжала играть в театре. В надежде избавиться от постоянных болей обратилась к нейрохирургу Эдуарду Канделю. В октябре 1987 года была проведена операция, но после её окончания Ханаева не смогла выйти из комы. Не приходя в сознание, скончалась 8 ноября 1987 года на 67-м году жизни в Москве. Похоронена на Введенском (Немецком) кладбище рядом с отцом (18-й участок).
Перед смертью была удостоена почётного звания «Народная артистка СССР». 

## Семья
Отец — Никандр Сергеевич Ханаев (1890—1974), оперный певец (драматический тенор), педагог; народный артист СССР (1951). 
Мать — Раиса (согласно некоторым источникам, Ираида) Ильинична Рывкина, дочь Ильи Петровича Рывкина, богородского мещанина, крестившегося вместе с семьёй в старообрядчество, служащего Богородско-Глуховской мануфактуры, члена совета Богородско-Глуховской старообрядческой общины, действительного члена Богородского общества распространения среднего образования. 
Еще будучи студенткой влюбилась в известного спортсмена (боксёра) и артиста Константина Градополова. Евгения и Константин прожили вместе в фактическом браке около пяти лет, а потом расстались. 
Была в браке с экономистом Анатолием Успенским, в этом браке в 1953 году родился сын Владимир, с которым, после развода с Успенским, Ханаева долгое время (до середины 1980-х годов) не общалась. 
С середины 1960-х годов имела отношения с актёром Львом Васильевичем Ивановым (1915—1990).
Жила в Москве в доме жилищного кооператива «Работники Большого театра» по адресу Брюсов переулок, дом 7.

## Роли в театре

### МХАТ
- 1948 — «Горячее сердце» А. Н. Островского (постановка К. С. Станиславского, режиссёры М. М. Тарханов, И. Я. Судаков, В. А. Орлов, П. В. Лесли) — Девушка Курослепова
- 1948 — «Двенадцать месяцев» С. Я. Маршака (постановка В. Я. Станицына, Н. М. Горчакова, П. В. Лесли) — Белка
- 1949 — «Домби и сын» Ч. Диккенса (постановка В. Я. Станицына) — Миссис Чик
- 1949 — «Мещане» М. Горького (постановка С. К. Блинникова, И. М. Раевского под руководством М. Н. Кедрова) — Татьяна
- 1951 — «Плоды просвещения» Л. Н. Толстого (постановка М. Н. Кедрова, режиссёры Н. Н. Литовцева, П. В. Лесли) — Княжна
- 1953 — «Пиквинский клуб» Ч. Диккенса (постановка В. Я. Станицына, режиссёр И. М. Раевский) — Миссис Хлопинс
- 1956 — «Кремлёвские куранты» Н. Ф. Погодина (режиссура Вл. И. Немировича-Данченко, Л. М. Леонидова, М. О. Кнебель, редакция М. О. Кнебель) — Старушка с коляской
- 1957 — «Дворянское гнездо» И. С. Тургенева (постановка М. М. Яншина, П. В. Лесли) — Жюстина
- 1957 — «Золотая карета» Л. М. Леонова (режиссура: П. А. Марков, В. А. Орлов, В. Я. Станицын) — Раечка
- 1958 — «Зимняя сказка» У. Шекспира (постановка М. Н. Кедрова, режиссёр А. М. Карев) — Паулина
- 1958 — «Юпитер смеется» А. Кронина (постановка А. М. Карева, режиссёр Н. Д. Ковшов) — Фани Лиминг
- 1960 — «Кукольный дом» Г. Ибсена (постановка И. М. Тарханова) — Фру Линне
- 1962 — «Мария Стюарт» Ф. Шиллера (постановка В. Я. Станицына, режиссёр И. М. Тарханов) — Королева Елизавета
- 1963 — «Егор Булычов и другие» М. Горького (постановка Б. Н. Ливанова и И. М. Тарханова) — Варвара
- 1963 — «Дом, где мы родились» («Третья сестра») П. Когоута (постановка В. К. Монюкова) — Мать Владимира Краля
- 1966 — «Тяжкое обвинение» Л. Р. Шейнина (постановка Б. Н. Ливанова) — Ксения Петровна
- 1968 — «Чайка» А. П. Чехова (постановка Б. Н. Ливанова) — Полина Андреевна
- 1973 — «Старый Новый год» М. М. Рощина (постановка О. Н. Ефремова, режиссёры В. Н. Сергачёв, О. Г. Герасимов) — Анна Романовна
- 1975 — «Заседание парткома» А. И. Гельмана (постановка О. Н. Ефремова, режиссёр Л. Ф. Монастырский) — Дина Павловна Миленина
- 1976 — «Муж и жена снимут комнату» М. М. Рощина и В. С. Высоцкого (постановка Р. Г. Виктюка)[4] — Татьяна Николаевна
- 1976 — «Иванов» А. П. Чехова (постановка О. Н. Ефремова, режиссёр С. Г. Десницкий) — Зинаида Саввишна Лебедева (Зюзюшка)
- 1977 — «Обратная связь» А. И. Гельмана (постановка и режиссура О. Н. Ефремова, режиссёр Л. Ф. Монастырский) — Секретарь Сакулина
- 1979 — «Мы, нижеподписавшиеся» А. И. Гельмана (постановка и режиссура О. Н. Ефремова и Е. В. Радомысленского) — Виолетта Матвеевна Нуйкина
- 1979 — «Кино» Иштвана Чурки (постановка и режиссура И. Хорваи) — Дора, она же мать невесты[5]
- 1981 — «Так победим!» М. Ф. Шатрова (постанвока О. Н. Ефремова, режиссёр Р. А. Сирота, режиссёрский штаб Л. Ф. Монастырский, Н. Л. Скорик) — Фотиева
- 1986 — «Тамада» А. М. Галина (постановка К. М. Гинкаса) — Синицына
- 1987 — «Колея» В. К. Арро (постановка Л. Е. Хейфеца) — Елена Алексеевна

### Московский драматический театр «Сфера»
- 1983 — «До третьих петухов» В. М. Шукшина (постановка Е. И. Еланской) — Тётя Маша, Баба-Яга
- 1984 – «Театральный роман» по М. А. Булгакову (постановка Е. И. Еланской) — Людмила Сильвестровна Пряхина

## Фильмография
- 1965 — Человек без паспорта — Клавочка, работница почтового отделения
- 1970 — Эксперимент — учительница Лены
- 1972 — День за днём — Антонина Григорьевна Мохалёва
- 1972 — Монолог — Эльза Ивановна, домработница
- 1973 — Свой парень — Таисия Петровна, комендант
- 1974 — Странные взрослые — Августа Яковлевна
- 1976 — Розыгрыш — Мария Васильевна Девятова, классная руководительница 9-го «Б»
- 1976 — Жизнь и смерть Фердинанда Люса — Гизелла Дорнброк
- 1976 — …И другие официальные лица — Зинаида Петровна
- 1976 — Приключения Нуки — Анна Захаровна, режиссёр театра (в титрах не указана)
- 1976 — Сибирь — Затунайская
- 1977 — По семейным обстоятельствам — Изольда Тихоновна, мать Николая
- 1977 — Собственное мнение — Людмила Ивановна
- 1977 — Волшебный голос Джельсомино — тётушка Кукуруза
- 1979 — Весенняя Олимпиада, или Начальник хора — Инесса Аркадьевна, пионервожатая
- 1979 — Поездка через город (киноальманах) — директор ЦПКИО
- 1979 — Москва слезам не верит — мать Родиона Рачкова
- 1980 — Старый Новый год — Анна Романовна, тётя Клавы Полуорловой
- 1980 — Странный отпуск — Анна Спиридонова
- 1980 — У матросов нет вопросов — Анна Евлампиевна
- 1980 — Тихие троечники — Лидия Павловна, бабушка Валентина Хрупалова
- 1980 — Последний побег — Евгения Матвеевна, бабушка Вити
- 1980 — Если бы я был начальником — тёща Немоляева
- 1981 — Идеальный муж — леди Маркби
- 1981 — Всем — спасибо! — сотрудница музея, разыскивающая фотографии Оружейного переулка
- 1981 — Куда исчез Фоменко? — Вика Романовна, мать Фоменко
- 1982 — 4:0 в пользу Танечки — Зоя Александровна
- 1982 — Просто ужас! — Антонина Георгиевна
- 1982 — Однолюбы — Мэри Клэпкоф
- 1982 — Берегите мужчин! — представительница иностранной фирмы на выставке
- 1982 — Время для размышлений — Ирина Михайловна, мать Али
- 1982 — Мать Мария — мадам Ланже
- 1983 — Безумный день инженера Баркасова — Алиса Юрьевна
- 1983 — Воробей на льду — капитан милиции
- 1983 — Витя Глушаков — друг апачей — Кира Ивановна
- 1983 — Поздняя любовь — Фелицата Антоновна Шаблова
- 1983 — Поцелуй — жена генерала
- 1984 — Граждане Вселенной — бабушка Нины Григорьевны
- 1984 — Блондинка за углом — Татьяна Васильевна, школьная учительница, мать Николая
- 1984 — Канкан в Английском парке — Валерия Сопеляк
- 1984 — Мой избранник — Бескова
- 1984 — Нам не дано предугадать… — эпизод
- 1985 — Непохожая — Нина Харитоновна, учительница Лиды
- 1985 — Фитиль (киножурнал) (новелла №275 «Вне закона»)
- 1986 — Кто войдёт в последний вагон — Агнесса
- 1987 — К расследованию приступить — Рябикова
- 1987 — Загадочный наследник — Глаша
- 1987 — Под знаком Красного Креста — Вера Афанасьевна

### Телеспектакли
- 1962 — Рабочий день В. И. Ленина — Л. А. Фотиева
- 1965 — Мещане — Татьяна
- 1967 — Кремлёвские куранты — старушка с ребёнком
- 1969 — Егор Булычов и другие — Варвара
- 1971 — День за днём — Антонина Григорьевна Мохалёва
- 1974 — Чайка — Полина Андреевна
- 1977 — Заседание парткома — Дина Павловна Миленина
- 1978 — Капитанская дочка — Василиса Егоровна
- 1981 — Иванов — Зинаида Саввишна
- 1984 — Институт бабушек — баба Зина
- 1987 — Так победим! — Фотиева

### Озвучивание
- 1976 — Алиса в стране чудес (радиопьеса) — герцогиня
- 1979 — Сказка о хитрой Куме-лисе (радиопостановка) — Кума-лиса
- 1982 — Гонки по вертикали — директор военно-исторического архива (роль Ираиды Строумовой)
- 1986 — Поезд со станции детства

## Награды и звания
- Заслуженная артистка РСФСР (1963)
- Народная артистка РСФСР (1977)
- Народная артистка СССР (1987)
- Государственная премия РСФСР имени Н. К. Крупской (1978) — за исполнение роли Марии Васильевны Девятовой в фильме «Розыгрыш»
- орден «Знак Почёта» (1967)
- Медаль «В память 800-летия Москвы» (1949)
- Медаль «Ветеран труда»
- ВКФ в Риге (1977, премия за лучшее исполнение женской роли в фильме «Розыгрыш»)

## Память
Творчеству и памяти актрисы посвящены документальные фильмы и телепередачи:
- 2010 — «Евгения Ханаева. „Под звуки нестареющего вальса“» (документальный). Россия, ГТРК «Культура», реж. Ольга Жукова
- 2011 — «Евгения Ханаева. „С антрактом на любовь…“» («Первый канал»)[6]
- 2011 — «Евгения Ханаева. „Я выбираю любовь…“» («Первый канал»)[7]
- 2016 — «Евгения Ханаева. „Поздняя любовь“» («ТВ Центр»)[8]
- 2021 — «Евгения Ханаева. „Не мать и не жена“» («ТВ Центр»)[9]